# Orectochilini
Enhydrini is een tribus van kevers uit de familie schrijvertjes (Gyrinidae). Het werd ontdekt in 1882 door Régimbart. De tribus kent drie geslachten (geen subtribussen).

## Geslachten
De tribus omvat de volgende geslachten:
- Gyretes Brullé, 1835
- Orectochilus Dejean, 1833
- Orectogyrus Régimbart, 1884